# Archilina beatiae
Archilina beatiae är en plattmaskart som beskrevs av Curini-Galletti och Martens 1996. Archilina beatiae ingår i släktet Archilina och familjen Monocelididae.
Artens utbredningsområde är Röda havet. Inga underarter finns listade i Catalogue of Life.